# Скрат и континентальный излом
«Скрат и континентальный излом» (англ. Scrat's Continental Crack-Up) — короткометражный мультфильм про Скрата в 2 частях. Первая часть была показана перед фильмом «Путешествия Гулливера».
В этой короткометражке в пародийной форме рассказывается о появлении на Земле континентов. Она одновременно стала тизером к четвёртой серии фильма.

## Сюжет

### Часть 1
Скрат, осторожно обнюхивая лёд, искал место, куда можно было спрятать жёлудь. Наконец такое место было найдено, и он всадил жёлудь в белое поле, но произошло землетрясение. И Скрат немедленно вытащил обожаемый плод. Он закопал разлом и затем, очень осторожно, примерил жёлудь к другому месту. Но от кончика появилась огромная трещина, гора разломилась надвое, и Скрат полетел вниз к ядру Земли. Сначала он увидел Мир Динозавров, пролетев мимо Бака, оседлавшего Руди. А затем пытался остановить падение, зацепившись лапками за края разлома, но обжёгся. И, врезавшись в ядро, он пытался взять жёлудь, но от шагов Скрата произошло небольшое землетрясение, и пошли трещины, разделяющие Пангею на современные материки. А жёлудь покатился, и Скрат побежал за ним, при этом раскручивая ядро Земли и образуя дрейф континентов. При беге за жёлудем он спотыкается об ядро, бьётся во внешнее ядро, и от ударов появлялись Сфинкс, лицо на одном из камней Моаи и гора Рашмор с её лицами. И, вылетев из ядра с большой скоростью, он упал и врезался в льдину, которая разломилась на две части, разлучив его с жёлудем.

### Часть 2
Скрат приплыл на льдине к островку, увидел скелет крысобела и сразу испугался. Но затем он посмотрел туда, куда указывает скелет пальцем, в море. Заглянув в воду, он увидел на дне жёлудь. Взяв в лапы камень и затаив дыхание, он опустился на дно. Добравшись до жёлудя, он обнаружил, что это всего лишь скорлупа, а на внутренней стороне изображена карта, ведущая в Скратлантиду. Тут в карту воткнулся острый череп рыбы-меча, который служил крюком удочки. Скрат вцепился в скорлупу и его потащили к поверхности, при этом на его теле собрались водоросли, рыба, ракушки и морские звёзды. Вылетев из воды, этот ком врезался в корабль капитана Гатта, и Скрат стал выглядеть как русалка. Гатт захватил Скрата, и он оказался в плену у пиратов на корабле, у которого к мачте привязаны Мэнни, Диего и Сид — главные герои Ледникового периода.